# Copa de la Reina de hockey sobre patines 2018
La 13ª edición de la Copa de la Reina se celebró en Villanueva y Geltrú del 2 al 4 de marzo de 2018.
El campeón del torneo fue el CP Vilanova, que derrotó al CP Manlleu en cuartos de final, al CP Vila-Sana en semifinales y al Gijón HC en la final. El conjunto catalán consiguió de esta forma su segunda Copa de la Reina, tras la conquistada en 2009.
La Copa de la Reina de 2018 fue la primera en acoger al mismo tiempo una competición paralela en categoría base. Esta OK Minicopa Femenina se disputó en formato semifinales (sábado) y final (domingo) entre cuatro equipos de categoría FEM12. Los equipos participantes fueron Gijón HC, CP Vilanova, HC Palau de Plegamans y CP Voltregà, que se proclamó campeón de esta primera edición.

## Equipos participantes
Los siete primeros clasificados después de la primera vuelta de la OK Liga más el equipo anfitrión, el CP Vilanova se clasificaron para el torneo. 
| Pos | Equipo                | J  | G  | E | P | G.F. | G.C. | Pts |
| --- | --------------------- | -- | -- | - | - | ---- | ---- | --- |
| 1   | CP Manlleu            | 13 | 10 | 1 | 2 | 51   | 25   | 31  |
| 2   | CP Voltregà           | 13 | 10 | 1 | 2 | 46   | 23   | 31  |
| 3   | Gijón HC              | 13 | 8  | 2 | 3 | 51   | 24   | 26  |
| 4   | CH Cerdanyola         | 13 | 8  | 2 | 3 | 57   | 50   | 26  |
| 5   | HC Palau de Plegamans | 13 | 6  | 3 | 4 | 34   | 25   | 21  |
| 6   | CP Vila-Sana          | 13 | 6  | 2 | 5 | 30   | 28   | 20  |
| 7   | CHP Bigues i Riells   | 13 | 6  | 2 | 5 | 38   | 38   | 20  |
| 9   | CP Vilanova           | 13 | 5  | 3 | 5 | 26   | 30   | 18  |

## Resultados
|  | Cuartos de final      | Cuartos de final |              |             | Semifinales | Semifinales |  |          | Final      | Final      |  |
|  | 2 de marzo            | 2 de marzo       |              |             | 3 de marzo  | 3 de marzo  |  |          | 4 de marzo | 4 de marzo |  |
|  |                       |                  |              |             |             |             |  |          |            |            |  |
|  |                       |                  |              |             |             |             |  |          |            |            |  |
|  | CP Voltregà           | 2                |              |             |             |             |  |          |            |            |  |
|  | CP Voltregà           | 2                |              |             |             |             |  |          |            |            |  |
|  | CHP Bigues i Riells   | 0                |              |             |             |             |  |          |            |            |  |
|  | CHP Bigues i Riells   | 0                |              | CP Voltregà | 3 (1)       |             |  |          |            |            |  |
|  |                       |                  |              | CP Voltregà | 3 (1)       |             |  |          |            |            |  |
|  |                       |                  | Gijón HC     | 3 (2)       |             |             |  |          |            |            |  |
|  | Gijón HC              | 6                | Gijón HC     | 3 (2)       |             |             |  |          |            |            |  |
|  | Gijón HC              | 6                |              |             |             |             |  |          |            |            |  |
|  | HC Palau de Plegamans | 3                |              |             |             |             |  |          |            |            |  |
|  | HC Palau de Plegamans | 3                |              |             |             |             |  | Gijón HC | 1          |            |  |
|  |                       |                  |              |             |             |             |  | Gijón HC | 1          |            |  |
|  |                       |                  | CP Vilanova  | 2           |             |             |  |          |            |            |  |
|  | CP Manlleu            | 1                | CP Vilanova  | 2           |             |             |  |          |            |            |  |
|  | CP Manlleu            | 1                |              |             |             |             |  |          |            |            |  |
|  | CP Vilanova           | 2                |              |             |             |             |  |          |            |            |  |
|  | CP Vilanova           | 2                |              | CP Vilanova | 1           |             |  |          |            |            |  |
|  |                       |                  |              | CP Vilanova | 1           |             |  |          |            |            |  |
|  |                       |                  | CP Vila-Sana | 0           |             |             |  |          |            |            |  |
|  | CH Cerdanyola         | 1                | CP Vila-Sana | 0           |             |             |  |          |            |            |  |
|  | CH Cerdanyola         | 1                |              |             |             |             |  |          |            |            |  |
|  | CP Vila-Sana          | 4                |              |             |             |             |  |          |            |            |  |
|  | CP Vila-Sana          | 4                |              |             |             |             |  |          |            |            |  |
|  |                       |                  |              |             |             |             |  |          |            |            |  |

- Entre paréntesis goles en la tanda de penaltis.